# Mitsubishi B5M
Mitsubishi B5M (яп. 九七式二号艦上攻撃機, палубний бомбардувальник-торпедоносець морський Тип 97 модель 2) — серійний палубний торпедоносець-бомбардувальник Імперського флоту Японії періоду Другої світової війни.
Кодова назва союзників — «Мейбл» (англ. Mabel) та «Кейт 61» (англ. Kate 61).

## Історія створення
Тривалий час ВПС Імперського флоту Японії вимагали від вітчизняних розробників створення палубного бомбардувальника-торпедоносця, характеристики якого відповідали би світовим стандартам. Літаки Mitsubishi B1M та Mitsubishi B2M, які з'явились у 1920-ті роки, не відповідали поставленим вимогам, а до початку наступного десятиліття морально застаріли. Прийняті на озброєння Yokosuka B3Y та Yokosuka B4Y мали заповнити цю прогалину та розглядались як проміжний варіант.
У 1935 році було сформоване нове технічне завдання «10-Сі» на побудову палубного торпедоносця. Це мав бути вільнонесучий низькоплан з максимальною швидкістю до 330 км/г, тривалістю польоту 4 год, а з підвісними паливними баками — 7 год. Його розміри обмежувались розмірами стандартного літакопідйомника авіаносця. Літак мав забезпечувати можливість підвіски 800-кг торпеди або до 800 кг бомб у різних комбінаціях. Оборонному озброєнню не приділялось великої уваги — вважалось, що найкращий захист — це висока швидкість літака. Як силову установку передбачалось використовувати зіркоподібний двигун Nakajima Hikari або Mitsubishi Kinsei.
У 1937 році фірмою Mitsubishi був збудований перший прототип з двигуном Mitsubishi Kinsei-3 потужністю 840 к.с. та трилопатевим гвинтом, крок якого змінювався вручну на землі. Це був суцільнометалевий низькоплан з шасі, що не прибиралось, колеса якого прикривались масивними обтічниками, за зразком тих, які застосовувались в пікіруючому бомбардувальнику Aichi D3A. Консолі крила складались вручну на половині розмаху.
Представлений конкурентами з фірми Nakajima літак Nakajima B5N мав досконалішу конструкцію. Він був оснащений шасі, що прибиралось, консолями, що складались за допомогою гідравліки, та гвинтом з автоматичною зміною кроку. На випробуваннях Nakajima B5N показав кращі результати, ніж Mitsubishi B5M. Але виявлені у ході випробувань Nakajima B5N проблеми з гідравлікою викликали у замовника сумніви щодо експлуатаційних якостей цієї машини. Оскільки не можна було допустити зриву надзвичайно важливої для флоту програми з будівництва сучасного бомбардувальника-торпедоносця, було вирішено запустити у серійне виробництво обидві машини.
Всього було збудовано 125 літаків Mitsubishi B5M.

## Тактико-технічні характеристики

### Технічні характеристики
- Екіпаж: 3 особи
- Довжина: 10,23 м
- Висота: 4,32 м
- Розмах крил: 15,30 м
- Площа крил: 37,95 м ²
- Маса спорядженого: 4 000 кг
- Двигун: радіальний двигун Mitsubishi Kinsei 43
- Потужність: 1 000 к. с.

### Льотні характеристики
- Максимальна швидкість: 380 км/г на висоті 2 200 м
- Практична дальність: 2 200 км
- Практична стеля: 8 260 м

### Озброєння
- Кулеметне: 1× 7,7 мм кулемет
- Бомбове навантаження:
  - 1× 800 кг торпеда або
  - 800 кг бомб

## Історія застосування
Перші серійні машини Mitsubishi B5M (як і літаки конкурентів Nakajima B5N) були відправлені в Китай, де в той час йшли бойові дії. Досвід застосування літаків Nakajima B5N показав достатньо високі експлуатаційні характеристики цього літака, тому було вирішено згорнути будівництво літаків Mitsubishi B5M. Близько половини цих літаків отримали нові двигуни Mitsubishi Kinsei 43 потужністю 1000 к.с., в результаті чого їх швидкість зросла до 381 км/г (на 30 км/г більше, ніж у B5N1). Але й це не вплинуло на рішення ВПС флоту згорнути виробництво Mitsubishi B5M. Можливо, військові вважали літак Nakajima перспективнішим, тим більше, що в цей час з'явився варіант B5N2 з потужнішим двигуном.
Під час війни на Тихому океані літаки Mitsubishi B5M протягом нетривалого часу діяли з наземних баз в Південно-Східній Азії, після чого їх перевели в другу лінію в навчальні частини та використовували для розв'язання другорядних задач. У 1942 році вони отримали нове позначення B5M1 модель 61.
У 1945 році, як і інші застарілі японські літаки, Mitsubishi B5M використовувались для атак камікадзе.
Розвідувальні служби союзників спочатку ідентифікували Mitsubishi B5M як ранній варіант Nakajima B5N, тому присвоїли йому кодову назву «Кейт» (англ. Kate). Пізніше помилка була виправлена і позначення було змінене на «Мейбл» (англ. Mabel), але незабаром американці знову почали застосовувати стару назву «Кейт», додавши для ясності індекс 61 (англ. Kate 61).